# Roelof Thijs
Roelof Thijs (Regensburg (Duitsland), 3 juni 1946) is een voormalig Nederlands coureur in de ijsspeedway.
Vanaf 1973 was Thijs actief. Diverse races wist hij op zijn naam te zetten. In 1984 eindigde hij op het WK op de 5e plaats. Datzelfde jaar maakte een verkeersongeval een eind aan zijn motorsportcarrière.
Naar Roelof Thijs is een internationale race vernoemd die traditiegetrouw op de vrijdag voor de WK finale in Assen verreden wordt. Op zondag 15 januari 2012 zond Andere Tijden Sport een documentaire uit over de carrière van Roelof Thijs.